# سیارک ۱۵۵۵۹
سیارک ۱۵۵۵۹ (به انگلیسی: 15559 Abigailhines، نامگذاری:2000GR23) پانزده هزار و پانصد و پنجاه و نهمین سیارک کشف شده‌است که در ۵ آوریل ۲۰۰۰ کشف شد.
قدر مطلق سیارک برابر ۱۷٫۸ است.